# Le Désert des miroirs
Le Désert des miroirs est un roman de l'écrivain suisse Max Frisch publié à l'automne 1964. Son titre original allemand est Mein Name sei Gantenbein, ce qui signifie à peu près « Supposons que mon nom soit Gantenbein ». Il a également été publié en anglais sous le titre A Wilderness of Mirrors, et réédité chez Gallimard en 1966.
Le Désert des miroirs est considéré, conjointement avec Stiller (de) et Homo Faber, comme étant le chef-d'œuvre de la littérature en prose de Max Frisch.[réf. nécessaire]
Dans le roman, un narrateur anonyme raconte une multitude d'histoires fictives, qui révèlent ainsi différents traits de caractère et de motifs.